# Hey, Doctor!
Hey, Doctor! è un cortometraggio muto del 1918 prodotto e diretto da John G. Blystone.

## Produzione
Il film fu prodotto dalla Century Film.

## Distribuzione
Distribuito dall'Universal Film Manufacturing Company, il film - un cortometraggio in due bobine - uscì nelle sale cinematografiche USA il 13 agosto 1918.